# Interstate 29
Interstate 29 (afgekort I-29) is een Interstate Highway in de Verenigde Staten. De snelweg begint in Kansas City (Missouri) en eindigt in Pembina, (North Dakota), op de grens met Canada.  

## Lengte
| Staat        | km   | mijl |  |
|              |      |      |  |
| Missouri     | 198  | 123  |  |
| Iowa         | 259  | 161  |  |
| South Dakota | 406  | 252  |  |
| North Dakota | 349  | 217  |  |
|              |      |      |  |
| Totaal       | 1212 | 753  |  |

## Belangrijke steden aan de I-29
Kansas City - St. Joseph - Council Bluffs - Sioux City - Sioux Falls - Fargo - Grand Forks